# Yoichi Doi
Yoichi Doi (født 25. juli 1973) er en japansk fodboldspiller.

## Japans fodboldlandshold
| Japans landshold | Japans landshold | Japans landshold |
| År               | Kmp              | Mål              |
| ---------------- | ---------------- | ---------------- |
| 2004             | 2                | 0                |
| 2005             | 2                | 0                |
| Total            | 4                | 0                |